# George Hagan
George P. Hagan (* 1938 in Accra) ist ein ghanaischer Philosoph, Anthropologe, Hochschullehrer und Politiker der Convention People’s Party (CPP) in Ghana. Hagan ist mit Maria Hagan verheiratet und hat drei Kinder.

## Ausbildung
Hagen besuchte in seiner Kindheit verschiedene Schulen in Accra, Koforidua, Sekondi und Kumasi, da seine Eltern als Mitarbeiter im Civil Service häufig beruflich an andere Standorte versetzt wurden. In Accra besuchte er St. Thomas Aquinas Secondary School und machte dort sein Ordanary Level Certificate. Später besuchte er in Cape Coast das St. Augustine’s für sein Advanced Level Certificate. An der Universität von Ghana in Accra studierte Hagan Philosophie und Afrikanische Studien (African Studies) und schloss mit dem B.A. (Hons.) in Philosophie und dem Master in afrikanischen Studien ab. Von der Oxford University, Großbritannien wurde ihm der Doktortitel in Sozial-Anthropologie verliehen.

## Karriere als Hochschullehrer
1968 wurde Hagan Dozent und Mitarbeiter in der Forschung an der Universität von Ghana. Im Jahr 1978 wurde er bereits Senior Lectur und 1984 Associate Professor. Im akademischen Jahr 1997/1998 war Hagan Direktor für Afrikanische Studien. An verschiedenen Universitäten Einrichtungen war er beteiligt, so etwa in der Universitätsverwaltung oder im Komitee für Behinderte Studenten.

## Politische Karriere
Hagan ist bekannter Anhänger des ersten Präsidenten Ghanas Kwame Nkrumah. Er war Mitglied in verschiedenen Organisationen wie der State Construction Corporation. Hagan war Repräsentant Ghanas bei der UNESCO-Konferenz der Menschenrechte und Mitglied des ghanaischen Anti-Apartheid-Komitees. Hagan war bei den Präsidentschaftswahlen in Ghana 2000 Gegenkandidat der CPP des amtierenden Präsidenten John Agyekum Kufuor (NPP), erzielte jedoch nur 115.641 Stimmen und damit 1,78 Prozent. In der CPP hat Hagan das Parteiamt des Flaggenträgers inne.